# Hugo Sotil
Hugo Sotil Yeren (Ica, 8 marzo 1949 – Lima, 30 dicembre 2024) è stato un calciatore peruviano di ruolo centrocampista-attaccante.
Soprannominato El Cholo, è considerato uno dei maggiori talenti calcistici peruviani di tutti i tempi, insieme a Teófilo Cubillas, Héctor Chumpitaz e Pedro Pablo León. Ha fatto parte del nucleo storico della nazionale peruviana che nel 1975 si aggiudicò la Coppa America e giunse ai quarti di finale del campionato del mondo 1970 e al girone di secondo turno del campionato del mondo 1978.

## Carriera

### Club

#### Sud America: Municipal
Esordì nel calcio professionistico con la maglia del Deportivo Municipal nel 1968, anno in cui aiutò la squadra a raggiungere la promozione in massima serie. Debuttò nella massima divisione del campionato peruviano di calcio nel 1969, imponendosi con ben 10 reti in 18 partite. Nel 1971 i dirigenti dell'Alianza Lima e del Municipal programmarono una serie di amichevoli internazionali, giocate da una rappresentativa delle due squadre. Nella compagine figuravano, tra gli altri, Hugo Sotil e Teófilo Cubillas, che componevano la cosiddetta dupla de oro. La squadra vinse per 1-0 contro il Benfica di Eusébio e conseguì una clamorosa vittoria per 4-1 contro il Bayern Monaco di Franz Beckenbauer e Gerd Müller.
Nei primi giorni del maggio 1971, grazie ad un viaggio premio organizzato da una casa cinematografica di Lima, visitò Firenze e ottenne il permesso di allenarsi con la Fiorentina, in un'epoca in cui non era consentito l'ingaggio di nuovi giocatori stranieri.
Nel 1973 realizzò il primo gol in un incontro amichevole tra due selezioni di all-star di UEFA e CONMEBOL giocata al Camp Nou di Barcellona e finita 4-4. Ai tiri di rigore prevalse la selezione CONMEBOL per 7-6. L'attacco del Sudamerica era composto da Jairzinho, Brindisi, Sotil, Cubillas e Rivelino. Nella squadra della UEFA giocarono pure Cruijff, Eusébio e Beckenbauer. In quella stagione Sotil era il candidato al premio di Calciatore sudamericano dell'anno, che fu poi assegnato a Pelé.

#### Spagna: Barcellona
Le prestazioni con la nazionale peruviana al campionato del mondo 1970 gli valsero l'interessamento del Barcellona, che lo acquistò nell'agosto 1973.
Sotil esordì nel Barcellona il 22 agosto 1973, contribuendo alla vittoria di una competizione a carattere amichevole, il Trofeo Gamper, contro il Borussia Mönchengladbach, contro cui il gol della vittoria. Con la squadra catalana Sotil vinse il campionato 1973-1974, il primo alloro nazionale per la squadra blaugrana dopo 14 anni, giocando con Johan Cruijff ed altri calciatori di livello come Juan Manuel Asensi e Carles Rexach. Durante la stagione vi fu anche una storica vittoria per 5-0 contro il Real Madrid al Bernabéu: nell'occasione Sotil realizzò il quinto gol del match con un colpo di testa. Il 21 agosto 1974 si aggiudicò per la seconda volta con i compagni il Trofeo Gamper, dopo la vittoria per 4-1 contro i Rangers.
Nella stagione 1974-1975 patì la concorrenza del nuovo arrivato Johan Neeskens, che occupò la casella riservata al calciatore straniero rimasta libera (l'altra era di Cruijff), comportando dunque l'esclusione del peruviano dalla rosa della prima squadra. Tra le motivazioni che portarono al suo allontanamento vi era anche lo stile di vita dissoluto. La compagine catalana, tuttavia, non andò oltre il terzo posto finale in campionato e i tifosi domandarono a gran voce il reintegro di Sotil per l'annata 1975-1976.
Il giocatore restò a Barcellona per tre anni (dal 1973 al 1976), giocando 111 partite con 33 gol all'attivo.

#### Ritorno in Sud America: Alianza, Medellín ed Municipal
Tornato in Perù nel gennaio 1977, giocò per due stagioni nell'Alianza Lima, con altri due giocatori peruviani, Teófilo Cubillas e César Cueto, con cui formò un trio offensivo molto valido. In 40 gare realizzò 21 gol e contribuì alla vittoria del titolo peruviano nel 1977 e nel 1978, conducendo inoltre l'Alianza Lima alla semifinale della Coppa Libertadores nel 1978 e realizzando 5 reti in 10 partite in quella edizione della competizione.
Nel 1979 si trasferì in Colombia, all'Independiente Medellín, ma le sue prestazioni non furono all'altezza delle attese. Rientrò così al Deportivo Municipal, nelle cui file militò fino al 1983.
Nel 1985 scese nuovamente in campo con l'Espartanos, modesta squadra appena ascesa nel calcio professionistico, prima del ritiro.

### Nazionale
Debuttò con la nazionale peruviana il 4 febbraio 1970 allo Stadio Nazionale del Perù di Lima contro la Bulgaria, entrando nel secondo tempo e firmando tre gol della partita, finita 5-3 per i padroni di casa. Con la sua nazionale partecipò alla fase finale del campionato del mondo del 1970, uscendo ai quarti di finale.
Nel 1975 vinse la Coppa America. Nel corso del torneo, a causa delle resistenze opposte dal suo club ai suoi viaggi all'estero, Sotil giunse a Caracas, sede della finale contro la Colombia, appena in tempo per la partita, raggiungendo i compagni di squadra che si trovavano già allo stadio. Segnò poi l'unico gol dell'incontro, decretando così il secondo successo del Perù nella competizione.
Nel 1977 Cubillas si infortunò e Sotil guidò in campo il Perù contro il Cile negli spareggi di qualificazione al campionato del mondo di Argentina 1978. A Santiago la partita finì 1-1 e la rete peruviana di Muñante fu propiziata da un passaggio di Sotil. Nella partita di ritorno del 17 novembre a Lima il Perù vinse per 2-0, con la prima rete segnata di testa da Sotil e la seconda da Oblitas (propiziata da un cross di Sotil). Il successo valse ai peruviani la qualificazione al mondiale. Sotil fece dunque parte della rosa peruviana impegnata al campionato del mondo 1978 in Argentina, ma non come titolare.
Con la nazionale peruviana è sceso in campo 62 volte ed è andato in rete in 18 occasioni.

## Statistiche

### Presenze e reti nei club
| Anno    | Club                   | Presenze | Gol |
| ------- | ---------------------- | -------- | --- |
| 1968    | CD Municipal           | 18       | 10  |
| 1969    | CD Municipal           | 18       | 10  |
| 1970    | CD Municipal           | 26       | 8   |
| 1971    | CD Municipal           | 30       | 9   |
| 1972    | CD Municipal           | 29       | 12  |
| 1973-74 | Barcellona             | 34       | 11  |
| 1974-75 | Barcellona             | 10       | 4   |
| 1975-76 | Barcellona             | 17       | 5   |
| 1976-77 | Barcellona             | 4        | 1   |
| 1977    | Alianza Lima           | 23       | 10  |
| 1978    | Alianza Lima           | 15       | 8   |
| 1979    | Independiente Medellín | 22       | 6   |
| 1980    | Independiente Medellín | 10       | 2   |
| 1981    | CD Municipal           | 10       | 4   |
| 1982    | CD Municipal           | 10       | 3   |
| 1984    | Espartanos FC          | 8        | 2   |

## Palmarès

### Club

#### Competizioni nazionali
- Campionato peruviano di seconda divisione: 1

Deportivo Municipal: 1968
- Campionato spagnolo: 1

Barcellona: 1973/1974
- Campionato peruviano: 2

Alianza Lima: 1977, 1978

#### Competizioni internazionali
- Trofeo Gamper: 4

Barcellona: 1973, 1974, 1975, 1976

### Nazionale
- Coppa America: 1

1975

### Individuale
- Calciatore peruviano dell'anno: 3

1973, 1974, 1975
- Selezione di all-star di CONMEBOL: 1

1973